# Santa Rosa, California
Santa Rosa este un oraș și sediul comitatului Stanislaus, statul California, Statele Unite ale Americii.
1. ↑   https://www.cacities.org/Resources-Documents/Resources-Section/Charter-Cities/Charter_Cities-List, accesat în 7 aprilie 2020 Lipsește sau este vid: |title= (ajutor)
2. ↑   https://srcity.org/1516/Welcome-from-the-Mayor, accesat în 24 martie 2022 Lipsește sau este vid: |title= (ajutor)